# Кирзе сир Вон
Кирзе сир Вон (фр. Curzay-sur-Vonne) насеље је и општина у западној Француској у региону Поату-Шарант, у департману Вијена која припада префектури Поатје.
По подацима из 2011. године у општини је живело 461 становника, а густина насељености је износила 27,91 становника/km². Општина се простире на површини од 16,52 km². Налази се на средњој надморској висини од 150 метара (максималној 159 m, а минималној 109 m).

## Демографија
| 1962. | 1968. | 1975. | 1982. | 1990. | 1999. | 2011. |
| ----- | ----- | ----- | ----- | ----- | ----- | ----- |
| 431   | 518   | 477   | 529   | 460   | 426   | 461   |

График промене броја становника у току последњих година